# Johann Karl von Fichard

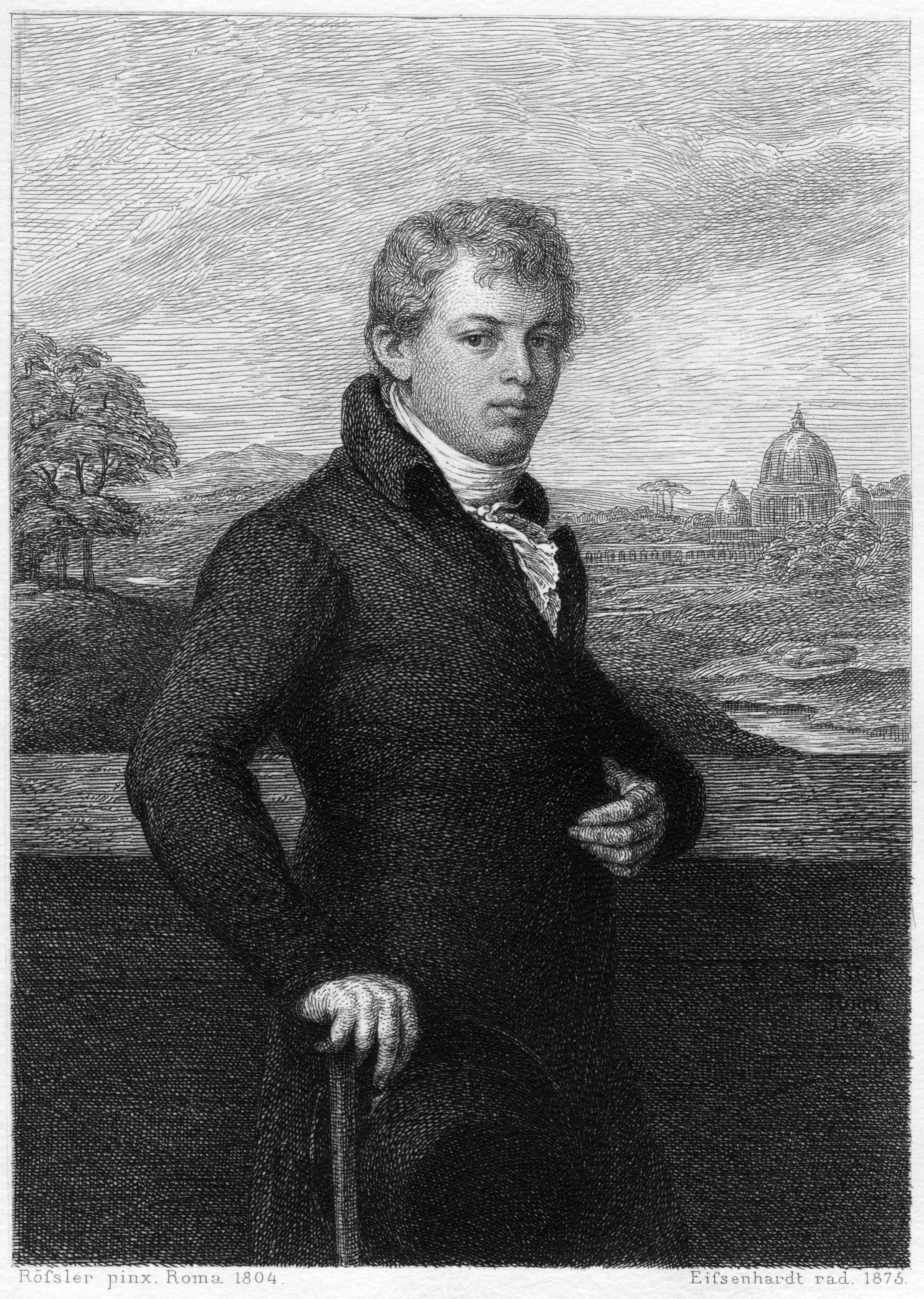
Johann Karl von Fichard, 1804
(Radierung von Johannes Kaspar Eissenhardt nach einem Ölgemälde von Johann Carl Rößler)

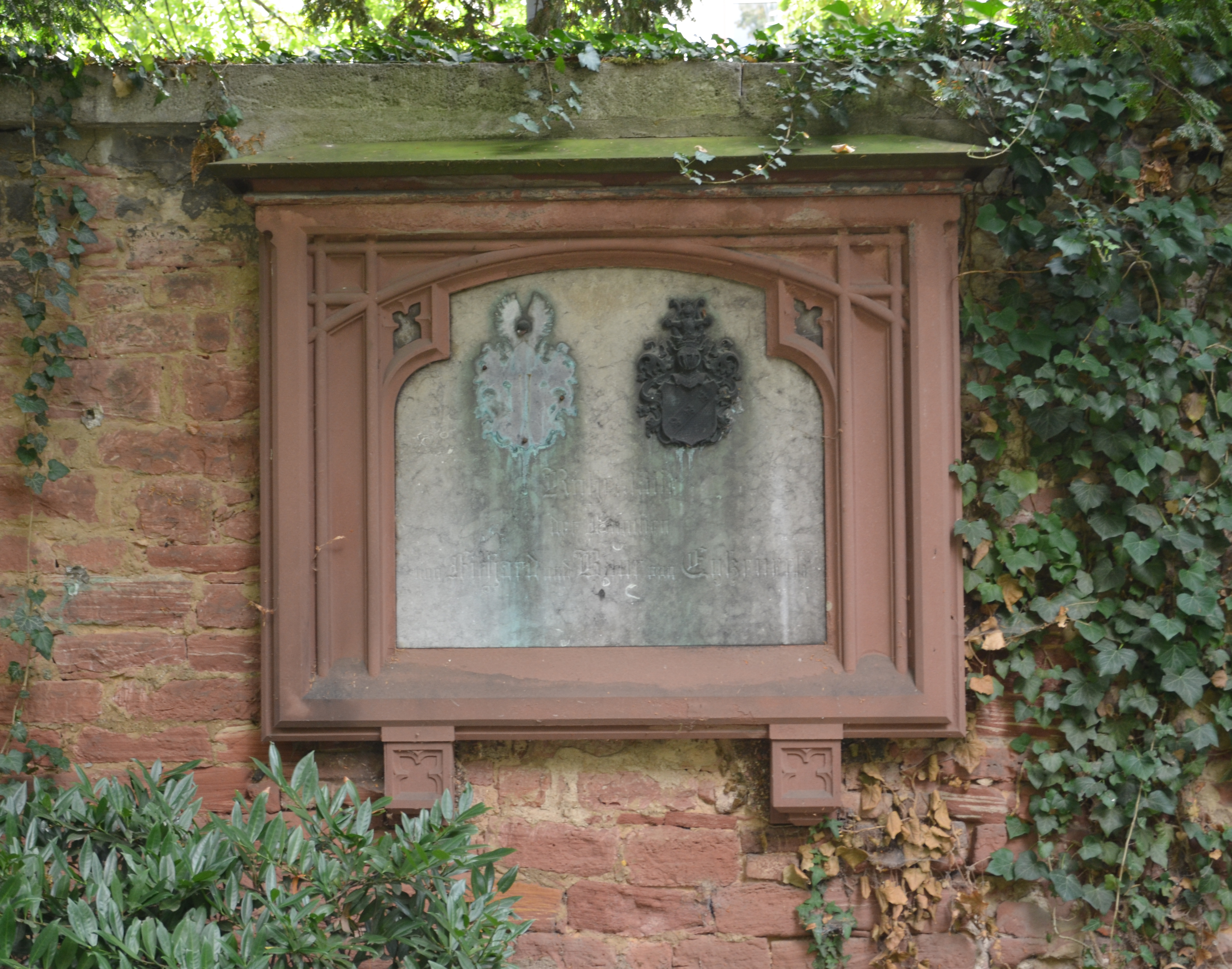
Grab von Johann Karl von Fichard

Johann Karl von Fichard genannt Baur von Eysseneck (* 16. April 1773 in Frankfurt am Main; † 16. Oktober 1829 ebenda) war ein deutscher Historiker.

## Herkunft
Fichard war der Sohn von Johann Karl Baur von Eysseneck (1736 bis 1775), der den Namen seines Adoptivvaters von Fichard angenommen hatte. Dieser war der letzte Angehörige eines alten Frankfurter Patriziergeschlechts, das seit dem späten Mittelalter in Frankfurt nachweisbar ist und zahlreiche Ratsherren und Bürgermeister stellte. Seine Mutter war Maria Margarete Baur von Eysseneck (1755–1808), eine Cousine seines Vaters und Tochter des Majors Freiherr Georg Friedrich Baur von Eysseneck (1714–1769). Sein Vetter Adalbert Baur von Eysseneck (1785–1870) wurde k.k. Wirklicher Geheimer Rat und Feldmarschallleutnant, sein Neffe Maximilian Baur von Eysseneck (1836–1922) war ein k.u.k. Offizier und ein bekannter Landschaftsmaler und Radierer.

## Leben
Fichard besuchte das Städtische Gymnasium, studierte an verschiedenen deutschen Universitäten und unternahm anschließend Bildungsreisen durch Deutschland, Frankreich, die Schweiz und Italien. 1797 wurde er in den Rat der Stadt Frankfurt berufen und 1798 zum Schöffen ernannt. Schon am 25. September 1798 zog er sich jedoch aus allen städtischen Ämtern zurück. 1817 bis 1822 war er Mitglied des Gesetzgebenden Körpers und dort 1819 Vizepräsident.
Als Privatgelehrter widmete er sich ausschließlich seinen historischen Studien, insbesondere der Erforschung der Geschichte Frankfurts.
Zu seinen bedeutendsten Werken zählen:
- Frankfurtisches Archiv für ältere deutsche Litteratur und Geschichte. Drei Bände, 1811 bis 1815
- Die Entstehung der Reichsstadt Frankfurt am Main und die Verhältnisse ihrer Bewohner (1819)
- Geschlechtergeschichte der Stadt Frankfurt am Main

Hervorzuheben ist außerdem seine Herausgabe und Kommentierung der topographischen Werke von Johann Georg Battonn, namentlich seiner Oertlichen Beschreibung der Stadt Frankfurt am Main.
Fichard erblindete früh und konnte sein Werk nicht wie gewünscht vollenden. Er starb am 16. Oktober 1829 in Frankfurt und wurde auf dem 1828 eröffneten Hauptfriedhof beerdigt.
An die Familie Fichard erinnern die Fichardstraße und die Eysseneckstraße im Frankfurter Nordend.
Sein Grab auf dem Frankfurter Hauptfriedhof wurde durch den Magistrat zum Ehrengrab erklärt. Es steht unter Denkmalschutz.

## Familie
Er war dreimal verheiratet. Seine erste Frau war Caroline Amalie von Ernsthausen. Danach heiratete er 1808 in Kleinheubach/Main Christine Charlotte Caroline Susanne von Boltog. Nach 1820 heiratete er in Frankfurt am Main erneut, dieses Mal Elisabeth Franziska Löhrl, verwitwete von Sinn. Alle Ehen blieben ohne Kinder.